# Saint-Charles-Garnier
Saint-Charles-Garnier es un municipio parroquial canadiense situado en la provincia de Quebec.

## Superficie
Saint-Charles-Garnier tiene una superficie de 84,79 km².

## Demografía
En 2021, tenía 222 habitantes, una densidad poblacional de 2,6 hab./km², y 151 viviendas.